# Ньюборн (Джорджія)
Ньюборн (англ. Newborn) — місто (англ. town) в США, в окрузі Ньютон штату Джорджія. Населення — 676 осіб (2020).

## Географія
Ньюборн розташований за координатами 33°30′58″ пн. ш. 83°41′45″ зх. д. / 33.51611° пн. ш. 83.69583° зх. д. (33.516081, -83.695737).  За даними Бюро перепису населення США в 2010 році місто мало площу 4,16 км², з яких 4,13 км² — суходіл та 0,03 км² — водойми.

## Демографія
Згідно з переписом 2010 року, у місті мешкало 696 осіб у 243 домогосподарствах у складі 206 родин. Густота населення становила 167 осіб/км².  Було 270 помешкань (65/км²).
Расовий склад населення:
| - 78,6 % — білих - 16,1 % — чорних або афроамериканців - 1,4 % — корінних американців - 0,6 % — азіатів - 1,3 % — осіб інших рас |

До двох чи більше рас належало 2,0 %. Частка іспаномовних становила 4,5 % від усіх жителів.
За віковим діапазоном населення розподілялося таким чином: 23,9 % — особи молодші 18 років, 63,0 % — особи у віці 18—64 років, 13,1 % — особи у віці 65 років та старші. Медіана віку мешканця становила 40,0 року. На 100 осіб жіночої статі у місті припадало 103,5 чоловіків;  на 100 жінок у віці від 18 років та старших — 99,2 чоловіків також старших 18 років.
Середній дохід на одне домашнє господарство  становив 59 062 долари США (медіана — 39 643), а середній дохід на одну сім'ю — 68 697 доларів (медіана — 55 417). За межею бідності перебувало 18,3 % осіб, у тому числі 30,9 % дітей у віці до 18 років та 6,0 % осіб у віці 65 років та старших.
Цивільне працевлаштоване населення становило 270 осіб. Основні галузі зайнятості: виробництво — 31,9 %, транспорт — 11,9 %, будівництво — 10,7 %, освіта, охорона здоров'я та соціальна допомога — 10,4 %.